# Calligrapha virginea
Calligrapha virginea är en skalbaggsart som beskrevs av Brown 1945. Calligrapha virginea ingår i släktet Calligrapha och familjen bladbaggar. Inga underarter finns listade i Catalogue of Life.